# Conus eburneus crassus
Conus eburneus crassus is een ondersoort van de zeeslakkensoort Conus eburneus, uit het geslacht Conus. De slak behoort tot de familie Conidae. Conus eburneus crassus werd in 1858 beschreven door G.B. Sowerby II. Net zoals alle soorten binnen het geslacht Conus zijn deze slakken roofzuchtig en giftig. Zij bezitten een harpoenachtige structuur waarmee ze hun prooi kunnen steken en verlammen.